# Aeropuerto de Puducherry
El Aeropuerto de Puducherry (en tamil: புதுச்சேரி விமான நிலையம்) es un aeropuerto situado en Lawspet en Puducherry, un territorio de la Unión de la India. El aeropuerto tiene vuelos chárter y una escuela de formación de vuelo local que operan en estas mismas instalaciones. El Gobierno de Puducherry ha decidido ampliar el Aeropuerto de la ciudad para acomodar aviones más grandes y encargó un nuevo edificio terminal. La nueva terminal fue inaugurada el 17 de enero de 2013, con la llegada del primer vuelo de SpiceJet al aeropuerto de Bangalore.
El espacio tiene una pista de asfalto, con 1.500 metros de largo y 30 metros de ancho. Cuenta con nuevo edificio de la terminal que puede manejar 300 pasajeros durante las horas pico.

## Historia
Entre 1989 y 1991 el aerolínea regional de Vayudoot viajaba entre Chennai, Neyveli y Bangalore. Poco después de abrir sus puertas el aeropuerto se encontró con dificultades los vuelos no fueron exitosos y se cancelaron, por lo que las siguientes dos décadas el aeropuerto permaneció en desuso.
En junio de 2007 el gobierno local y la Dirección de Aeropuertos de la India firmaron un memorándum de entendimiento para expandir el aeropuerto en dos fases. En la primera fase adquirieron 19.92 hectáreas, expandieron la pista por 260 m ofreciendo a aviones ATR la oportunidad de aterrizar y construyeron una nueva terminal. La primera fase de la expansión fue completada a finales de 2012. La segunda fase implicaba otra expansión de 1,100 m para la pista, esto permitirá a aviones más grandes aterrizar en el aeropuerto.
El 17 de enero de 2013 SpiceJet, una aerolínea de bajo costo, empezó los primeros vuelos en el nuevo aeropuerto modernizado de Bangalore. Poco tiempo después, el servicio fue cancelado por bajos números en cargas de pasajeros.
El 14 de abril de 2015 Alliance Air volvió a poner en funcionamiento el aeropuerto con vuelos de Bangalore subvencionados por el gobierno de Puducherry. Seis meses después los vuelos fueron suspendidos por problemas de pago y no se sabe cuándo se va a reanudar el servicio.

## Aerolíneas y destinos
| Aerolíneas | Destinos             | Refs. |
| ---------- | -------------------- | ----- |
| SpiceJet   | Bengaluru, Hyderabad | [ 6 ] |

## Estadísticas
Ver fuente y consulta Wikidata.